# Сербская революция
Сербская революция (серб. Српска револуција) — термин, используемый для выделения периода истории Сербии в 1804—1835 годах. Впервые этот термин употребил Леопольд фон Ранке в своей книге «Die Serbische Revolution», опубликованной в 1829 году.
Термин включает период, состоящий из:
- Первое сербское восстание (1804—1813 годы)
- Восстание Хаджи Продана (1814 год)
- Второе сербское восстание (1815 год)
- Официальное признание сербского государства (1815—1835 годы)

Первая часть Сербской революции (1804—1815 года) отмечалась ожесточенной борьбой за независимость Сербии от Османской империи с двумя вооруженными восстаниями. Вторая часть (1815—1835 годы) стала временем мирной консолидации политической власти и увеличение автономных прав Сербского княжества. Принятие первой Конституции в 1835 году отменило феодализм и крепостничество, и сделало страну независимой.
В результате Сербской революции произошло освобождение Сербии от турецкого правительства, и возрождение сербского общества, а также принятие первой писаной Конституции Сербии в 1835 году.
Также «Сербской революцией» иногда называется Революция 1848 года в Воеводине.